# オイテン
オイテン (ドイツ語: Oyten) は、ドイツ連邦共和国ニーダーザクセン州のフェルデン郡に属す単一自治体の町村（以下、本項では便宜上「町」と記述する）である。

## 地理
オイテン町はヴェーザー川右岸のアヒマー＝オイター丘陵に位置する。

### 集落
- バッセン（3,301人）
- ボックホルスト（884人）
- マイアーダム（537人）
- オイテン＝ノルト（2,213人）
- オイテン＝ジュート（5,699人）
- オイターダム（251人）
- ザーゲホルン（1,798人）
- シャプフーゼン（525人）

住民の約49%が男性、51%が女性である。外国人比率は3.7%と大変に低い。外国人は62カ国からオイテンに来ている。（出典: オイテン戸籍役場、2007年11月1日現在）

### 隣接する市町村
西にブレーメン、北にオッタースベルク、南にアヒムがオイテンと境を接している。
距離は以下の通り:
- オッタースベルク 10km（北東）
- アヒム 7km（南）
- フェルデン (アラー) 25km（南東）
- ブレーメン 20km（西）

## 行政
この町の議会は30人の議員と町長からなる。

### 友好都市
- Dunapataj（ハンガリー）2004年

### 紋章
オイテン町は1953年に紋章を採択した。
図柄: 赤地に銀の波帯。右（向かって左上）側は、金の柄と銀の先端を持つ鋤。左（向かって右下）2つの金のドングリをつけた銀のオークの枝

## 経済と社会資本

### 交通

#### 鉄道
街の中心から約3km北側にドイツ鉄道ブレーメン - ハンブルク線の駅がある。ザーゲホルン駅ではブレーメンを迂回してドライエへ向かう貨物線が分岐している。南に5km離れたアヒムにはドイツ鉄道ブレーメン - ハノーファー線のオイテンにとってはより重要な駅がある。

#### 道路
オイテンはアウトバーンのブレーメン・ジャンクション（A1号線/A27号線）があり、また連邦道B75号線（州道L168号線を兼ねる）沿いで、ブレーメン市に隣接する大変に交通の便がよい場所に位置する。オイテンはブレーメン・ジャンクションの3km北に位置し、A1号線にはオイテン・インターチェンジがある。

### 経済
アウトバーンA1号線沿いにオイテン産業パークがある。A1号線はオイテン付近では3車線であるが拡幅工事が行われており、2011年から2012年に完成予定である。この産業パークは交通の便がよいことから順調に発展している。初めこの産業パークは約1ha程度であったが2009年7月9日に東側に11ha拡張された。これにより産業・工業用地として利用できるようになった。産業パークには様々な職種の企業が進出している。機械製造、サービス業、運輸業がその重点である。産業パークはオイテンとその周辺地域の2,000人以上の雇用を担っている。ドイツ全土、ヨーロッパ、あるいは中には世界中で活動する企業もこの産業パークにはある。

### 教育
- 本課程・基礎課程学校: 1校（ペスタロッツィ通り学校センター）
- 基礎課程学校: 3校（オイテン、ザーゲホルン、バッセン）

### 公共機関
最寄りの病院はアヒムのアラー＝ヴェーザー病院やブレーメン市内の病院である。保険救急医はアヒム病院の救急科が担当している。

## 文化と見所

### 文化
オイテン郷土クラブ、アコーディオン・オーケストラ・オイテン、ブラスカペレ・オイテン、合唱団「アンタイトルド」が町の文化生活の充実に貢献している。
週刊誌「シュテルン」のカートゥーン『Tetsche』の作者とイラストレーターは、Kuhno van Oyten と Heike van Oyten で、彼らによってオイテンという町の名前は全国的に知られることとなった。

### スポーツ
この街最大のスポーツクラブは TVオイテンと TSVバッセンである。1911年に設立されたTVオイテンは女子ハンドボールチームで全国的に有名である。また、両クラブはともにサッカーが活発である。
ペスタロッツィ通り学校センターに体育館と2面のサッカーグランドがある。サッカーグランドには陸上トラックが付属し、ナイター設備が整っている。さらにはハンドボール場や人工芝の小競技場、スケート施設もある。
ヤーン通りのスポーツ施設移転計画に伴って、2009年に新しいスポーツ施設の建設が始まった。ここには人工芝の競技場が設けられる。さらに新しい体育館の建設も計画されている。TVオイテンのクラブハウスにも新しいグランドがある。こうした施設を併せるとこの町はフェルデン郡でもっとも大きなスポーツ施設を提供している。

### 宗教
住民の多くはプロテスタントのルター派教会を信仰している。この他にカトリック教会の信者もおり、その教会（聖パウルス教会）は町の中央に位置している。この他に無宗教の者やイスラム教徒もいる。
2007年時点での人口比は以下の通りである: プロテスタント・ルター派 53.7%、ローマ・カトリック 7.2%、その他あるいは無宗教 38.1%。

### 見所
- オイテンにあるプロテスタントの聖ペトリ教会は1861年のレンガ造りの建物である。十字型のホール式教会は、多角形のアプシスと西塔を有している。2階席の柱によって長堂内部は3つの身廊に分けられる。その上には木製のデッキがある。堂内の旧い彩色は1986年から87年に再生された。絵が描かれた柱とフレームでアプシスが造り出されている。特筆すべきは、カール・フィンネン（デュッセルドルフ）による1880年の祭壇画である。
- 1960年代のアウトバーンA1号線の工事で造られた砂利採取場跡の池「オイター湖」は現在では近郊保養地となっている。
- 新しい町役場のすぐ裏にある「アルテン・ドルフ」（旧い村）には1989年に落成したハイマートハウス、木組み建築のある農場施設、倉庫やパン焼き小屋がある。
- オイテンの北部には、いわゆるオイター湿地がある。ここでは1950年代まで泥炭の採掘が行われていた。ここには現在多くのビオトープがある。様々な動植物がオイター・モーアに根付いている。

## 引用
1. ↑  Landesamt für Statistik Niedersachsen, LSN-Online Regionaldatenbank, Tabelle A100001G: Fortschreibung des Bevölkerungsstandes, Stand 31. Dezember 2023
2. ↑  町政情報システム